# Margrethe Haarr
Margrethe Haarr (* 10. April 1985) ist eine norwegische Politikerin der Senterpartiet (Sp). Von 2021 bis 2025 war sie Abgeordnete im Storting.

## Leben
Haarr stammt aus der Kommune Kongsvinger und schloss ein Studium an der Hochschule Lillehammer (Høgskolen i Lillehammer) ab. Von 2015 bis 2019 fungierte sie als stellvertretende Bürgermeisterin der Kommune Kongsvinger. Anschließend war sie bis 2021 Bürgermeisterin von Kongsvinger. Bei der Fylkestingswahl 2019 zog sie zudem in das Fylkesting des Fylkes Innlandet ein. Bei den Parlamentswahlen 2017 und 2021 verpasste sie jeweils den direkten Einzug in das norwegische Nationalparlament Storting. Stattdessen wurde sie im Wahlkreis Hedmark eine Vararepresentantin, also Ersatzabgeordnete. Als solche vertrat sie ab Oktober 2021 ihre Parteikollegin Emilie Enger Mehl, die als Regierungsmitglied ihr Stortingsmandat ruhen lassen musste. Haarr wurde Mitglied im Familien- und Kulturausschuss. Ihre Einsatzzeit als Ersatzabgeordnete endete mit Mehls Ausscheiden aus der Regierung am 4. Februar 2025.